# Leptobos
Leptobos è un genere di mammiferi artiodattili estinti, appartenenti ai bovidi. Visse tra il Pliocene superiore e il Pleistocene inferiore (circa 3 - 1 milione di anni fa) e i suoi resti fossili sono stati ritrovati in Asia, Europa e forse in Africa.

## Descrizione
Questo animale doveva assomigliare notevolmente a un toro attuale, eccezion fatta per le forme più snelle. Era un bovide grande e robusto, dotato di potenti corna che si dipartivano trasversalmente dalla parte posteriore dell'orbita, e si protendevano verso l'alto. La forma delle corna, in ogni caso, variava a seconda della specie. Molari e premolari erano ipsodonti, adatti a brucare l'erba, e le zampe robuste possedevano metapodi allungati utili a correre su un substrato duro.
Leptobos si divide in due sottogeneri: il sottogenere tipico, Leptobos, era caratterizzato da una dentatura moderatamente ipsodonte e da corna rivolte verso l'esterno e leggermente verso il basso, poi verso l'alto e in avanti; il sottogenere Smertiobos era invece dotato di una curvatura delle corna più semplice e di denti maggiormente ipsodonti.
Leptobos era un animale di grande taglia: le dimensioni variavano da specie a specie, ma sembra che vi fosse una tendenza alla riduzione della taglia nel corso dell'evoluzione di entrambi i sottogeneri. La maggior parte delle specie, in ogni caso, non doveva superare i 400 chilogrammi di peso, l'altezza al garrese poteva arrivare al metro e mezzo e la lunghezza sfiorare i 3 metri. 

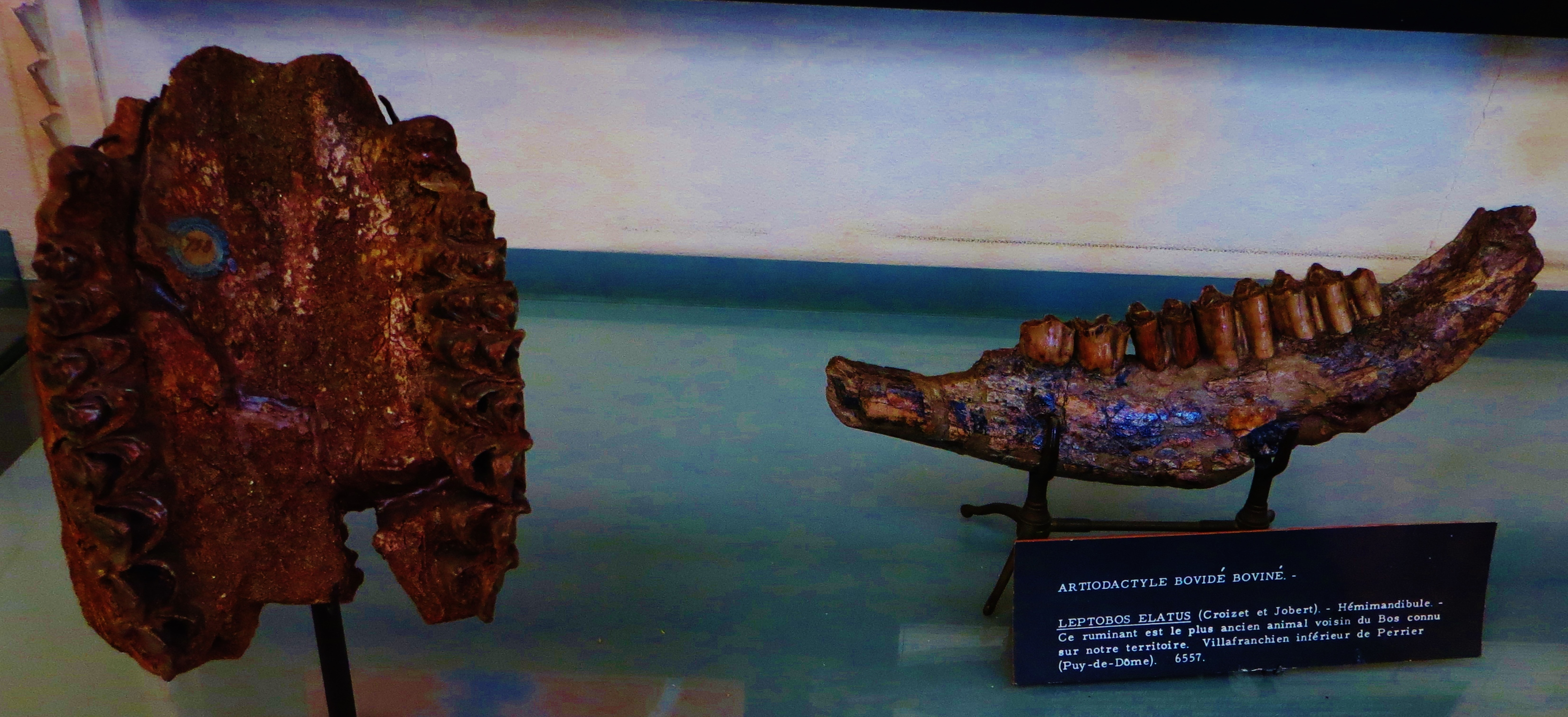
Palato e mandibola di Leptobos elatus

## Classificazione
Il genere Leptobos venne descritto inizialmente da Ruetimeyer nel 1878 sulla base di esemplari provenienti dall'India (Leptobos falconeri). In realtà, la maggior parte delle specie e degli esemplari scoperti successivamente e attribuiti a questo genere provengono dall'Europa e dalla Cina.
Una revisione del genere operata da Duvernois nel 1990 ha messo in luce la presenza di due sottogeneri sviluppatisi nel corso del Villafranchiano europeo. Il sottogenere tipico comprendeva le specie L. elatus, L. stenometopon, L. merlai e L. furtivus (la più piccola), mentre il sottogenere Smertiobos comprendeva L. (S.) etruscus, L. (S.) vallisarni e L. (S.) bravardi. Alcune di queste specie sono a volte considerate sinonimi o sottospecie di altre già note. La prima ad apparire in Europa sembrerebbe essere stata L. elatus, nel corso del Pliocene superiore, mentre l'ultima a scomparire circa un milione di anni fa (Pleistocene inferiore) fu L. vallisarni. I fossili di Leptobos sono molto abbondanti in Europa (in particolare la specie L. etruscus), soprattutto nel Valdarno (Italia), in Francia e in Grecia, ma resti di questo animale sono stati ritrovati anche in Russia, Olanda, Romania, Ungheria, Croazia, Spagna, Turchia, Georgia e Kazakistan. 

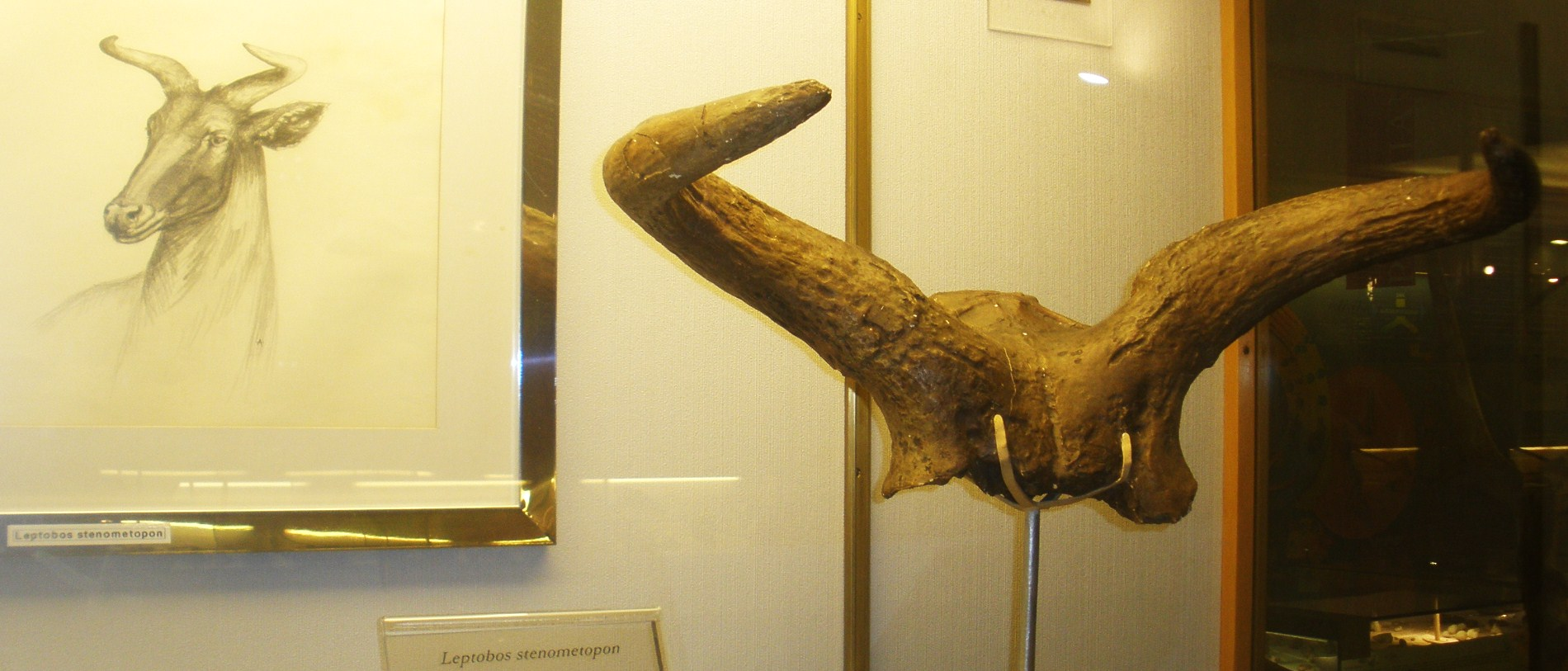
Corna e ricostruzione della testa di L. stenometopon

Altre specie sono note in Cina, ad esempio L. (S.) crassus, la più grande del genere, e L. brevicornis. In Nordafrica è stato rinvenuto invece L. syrticus, una specie piuttosto primitiva forse affine all'indiana L. falconeri, ma di dubbia attribuzione.
Sembra che Leptobos si sia originato da forme come Proamphibos nel corso del Pliocene, e che durante la sua evoluzione (in particolare il sottogenere Smertiobos) possa aver dato origine a forme come Eobison. Altre forme probabilmente vicine all'origine di Leptobos sono Alephis e Parabos. Leptobos scomparve nel corso del Pleistocene, probabilmente sostituito dall'attuale genere Bos nella sua stessa nicchia ecologica.

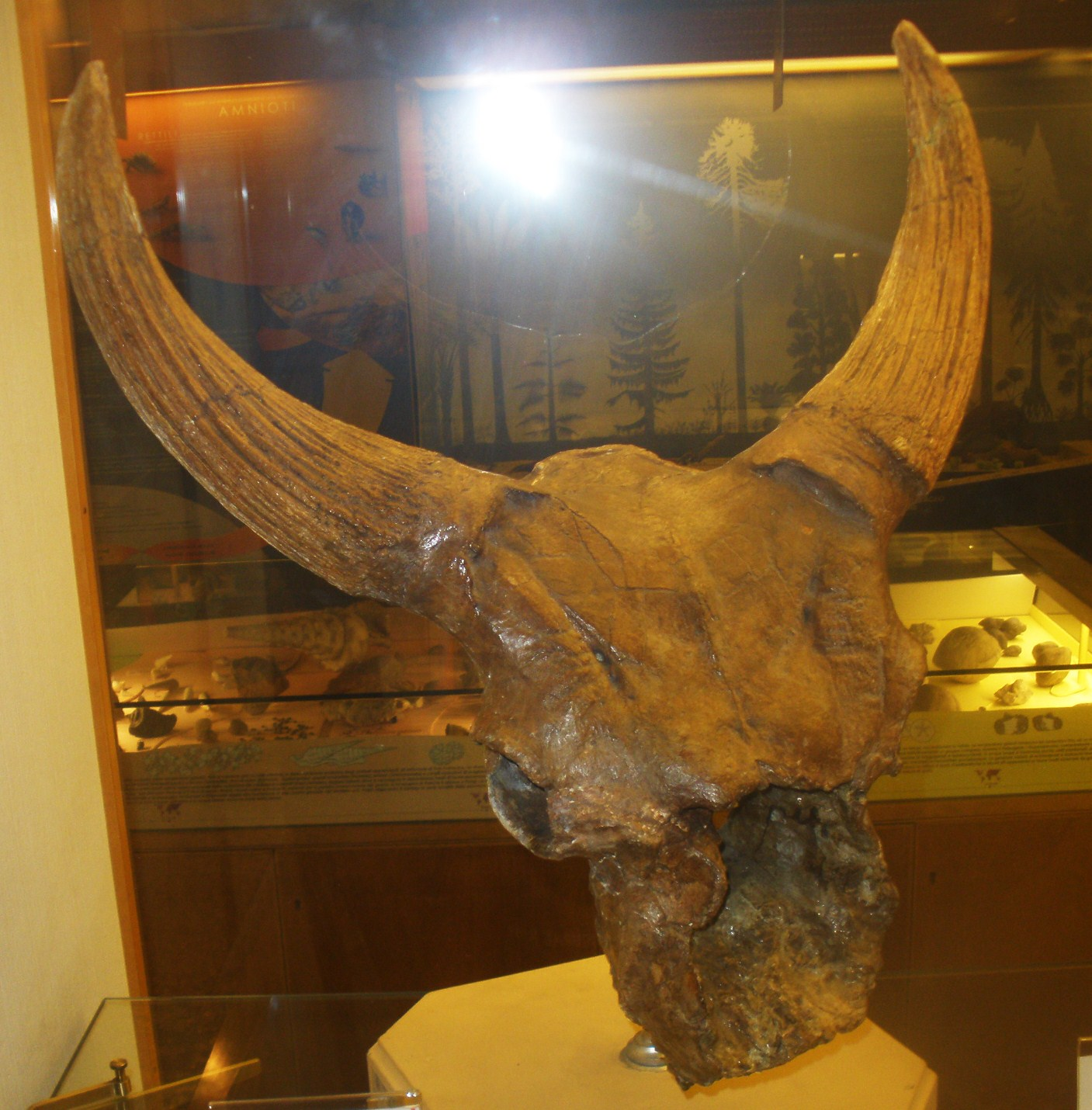
Cranio di L. vallisarni

## Paleoecologia
Il genere Leptobos si sviluppò nel corso del Pliocene superiore, quando un raffreddamento climatico portò a un mutamento dell'ambiente in grandi territori dell'Europa e dell'Asia. Leptobos era un animale adattato a vivere in climi temperati, con denti ipsodonti ideali per brucare piante dure quali l'erba, e zampe forti e agili per i terreni più duri.
Una mandibola di Leptobos brevicornis proveniente dal Pleistocene inferiore della Cina presenta nella parte anteriore alcuni fori ovali; sembra che questi fori possano essere stati causati dal morso di grandi felidi, come Panthera palaeosinensis o Sivapanthera linxiaensis. Gli attuali grandi felidi come leoni o leopardi sono soliti cacciare grosse prede per poi soffocarle mordendole il muso; è probabile che questo comportamento si fosse già sviluppato nel Pleistocene inferiore (Li, 2015).

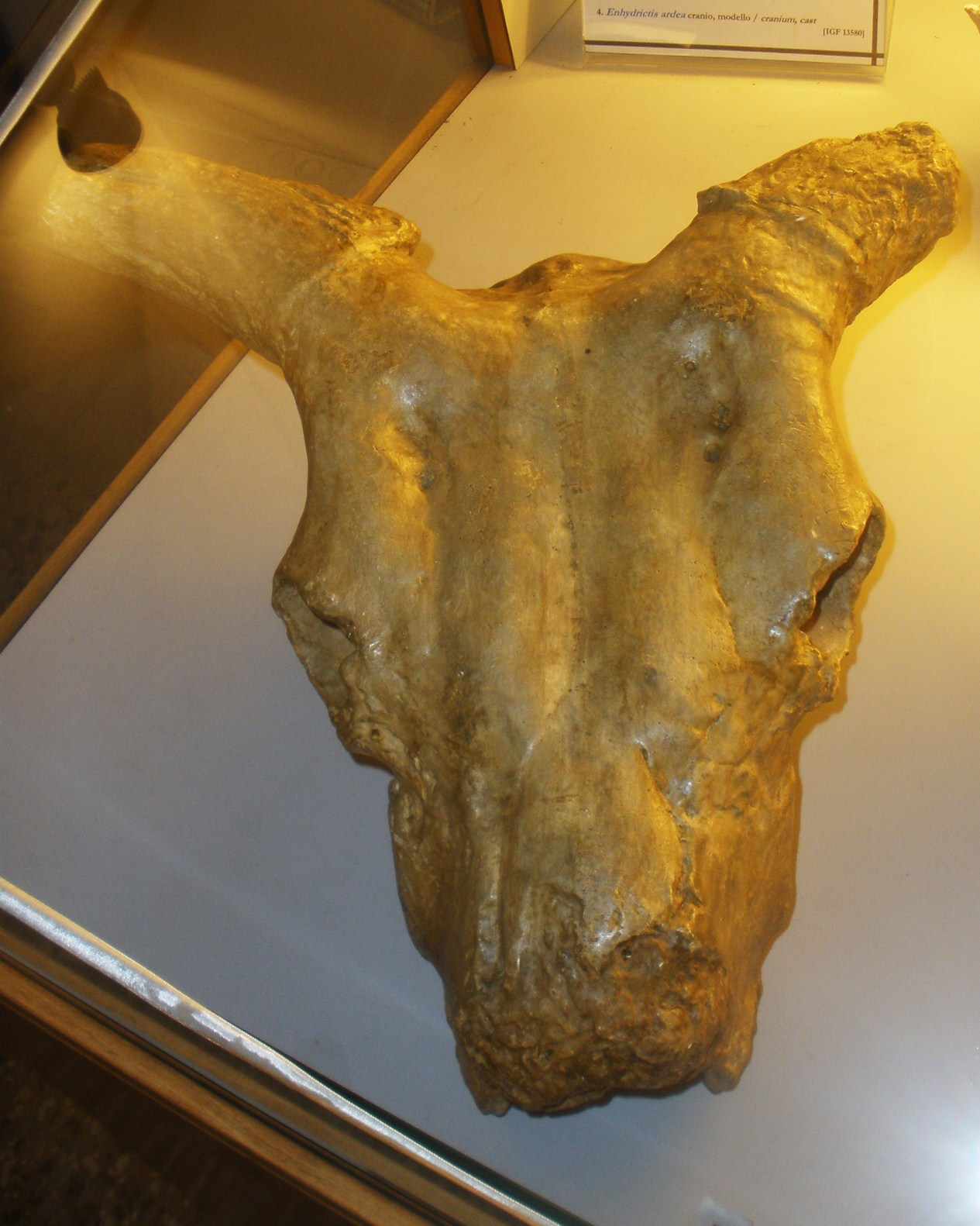
Cranio di L. merlai